# (643) Шахерезада
(643) Шахерезада (нем. Scheherezade) — астероид внешней части главного пояса, который относится к спектральному классу P. Он был открыт 8 сентября 1907 года немецким астрономом Августом Копффом в Гейдельбергской обсерватории и назван в честь Шахерезады, главной героини «Рассказа о царе Шахрияре и его брате».
Тиссеранов параметр относительно Юпитера — 3,108.